# Charles Barbier de Meynard

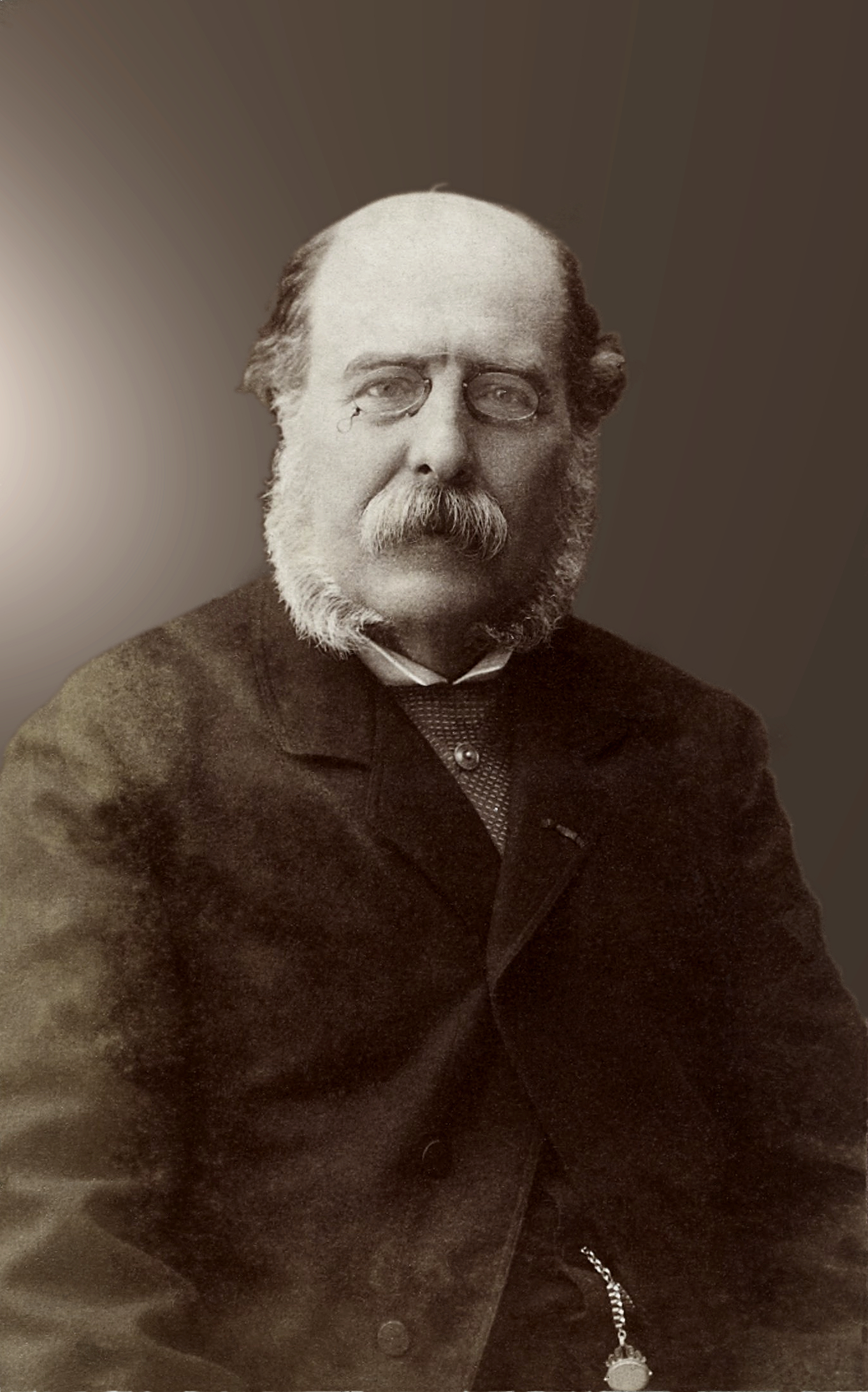
Charles Barbier de Meynard.

Charles Adrien Casimir Barbier de Meynard, född den 6 februari 1826 i Marseille, död den 30 mars 1908 i Paris, var en fransk orientalist.
Barbier de Meynard ägnade sig först åt konsulatsbanan och var en tid anställd som attaché vid franska beskickningen i Persien. Sedermera professor i turkiska vid École des langues orientales vivantes, blev han 1875 professor i persiska vid Collège de France och 1885 professor i arabiska vid samma universitet. Från 1878 medlem av Institutet (Académie des inscriptions et belles-lettres), var Barbier de Meynard även president i Société asiatique (från 1876) och chef för ovannämnda "École" (från 1898). 
Av hans många arbeten på den orientaliska filologins område är följande de främsta: Dictionnaire géographique, historique et littéraire de la Perse et des contrées adjacentes (1861), en ytterst viktig bearbetning av Jakûts "Mú’djem el-buldân", fullständigad med ledning av flera outgivna persiska och arabiska handskrifter; Tableau littéraire du Khorassân et de la Transoxiane au IVième siècle de l’hégire (1861); text och översättning av Maçoudis "Les prairies d’or" , i samarbete med Pavet de Courteille (9 delar, 1861–1877); översättning av Ibn Khordâdbehs viktiga "Le livre des routes"; text och översättning av Zamakhscharis Les colliers d'or (1876) och "Pensées" (samma år); och Dictionnaire turc-français (2 band, 1881–1890).